# Robert Kekewich
Robert George Kekewich (1854. június 17. - †1914. november 5.) brit katonatiszt. Számos gyarmatháborúban, köztük az 1899-1902 között zajló második búr háborúban, amely során már vezérőrnagyi rangban szolgált.

## Pályafutása

### Fiatalkora
1854-ben született meg Trehawke Kekewich gyermekeként, angol nemesi családban (Peamore-ház). Tanulmányait a híres Marlborough Egyetemen végezte amelyek elvégzése után aktív katona szolgálatra jelentkezett, így 1874-ben belépett a helyi milíciába.

### Családja
Kekewich számos híres rokonnal büszkélkedhetett:
- Trehawke Kekewich fia,
- Samuel Trehawke Kekewich unokája,
- Arthur Kekevich

### Katonai karrierje
Néhány hónapot szolgált itt, majd később a híres Buffs (Kelet-kenti Királyi Ezred) egységben szolgált. Ehhez az ezredhez 1874. december 2-án került. Ezredével a legtöbb gyarmatháborúban jeleskedett, például az 1875-76-os Peraki háborúban, vagy az 1884-85-ös Szudáni háborúban. A gyarmatháborúk során folyamatosan emelkedett a ranglétrán, a szudáni háború után már igen fontos vezető.
A második búr háború során már az észak-lanchesteri Loyal Regiment ezred katonája volt (ez az ezred végigharcolta a búr háborúkat, és még az első világháborúban is tevékenyen részt vett). Alezredesként ő volt Kimberley védelmének egyik fő irányítója. Az ostrom végül a Piet Cronjé vezette búr sereg súlyos vereségével ért véget. A csata fordulópontot jelentett a háború menetében, hiszen a búrok tartalékai és készletei lényegesen csökkentek, a morál pedig nagyon alacsony volt. 1902-ben a rooiwali csatában ismét vereséget mért a búrokra, akik elvesztették a híres "Pom-pom ágyújukat", s még vezetőjük, Ferdinandus Jacobus Potgieter parancsnok is elesett a harcban. Ezért a tettéért vezérőrnaggyá léptették elő.
1914-ben kitört az első világháború, s Kekewich ismét harcba indult a brit zászlóért. A 13. divízió parancsnoka lett, azonban 1914. november 5-én elhunyt, 58 éves korában.

## Lásd még
- Angolok
- Második búr háború

## Fordítás
- Ez a szócikk részben vagy egészben  a   Robert Kekewich című angol Wikipédia-szócikk fordításán alapul.  Az eredeti cikk szerkesztőit annak laptörténete sorolja fel. Ez a jelzés csupán a megfogalmazás eredetét és a szerzői jogokat jelzi, nem szolgál a cikkben szereplő információk forrásmegjelöléseként.